# Cassius Mailula
Cassius Mailula, né le 12 juin 2001 à Ga-Molepo en Afrique du Sud, est un footballeur international sud-africain jouant au poste d'ailier droit au Toronto FC.

## Biographie

### En club
Né à Ga-Molepo (en) dans la province du Limpopo en Afrique du Sud, Cassius Mailula est formé par les Mamelodi Sundowns qu'il rejoint en 2016. Il joue son premier match professionnel lors d'une rencontre de première division sud-africaine face à Chippa United le 7 septembre 2022. Il entre en jeu et les deux équipes se séparent sur un match nul (2-2 score final,.
Il inscrit son premier but en professionnel lors d'une rencontre de Ligue des champions de la CAF contre La Passe FC le 14 octobre 2022. Titulaire ce jour-là, il réalise même un doublé, contribuant à la victoire de son équipe (8-1 score final). Mailula inscrit ses deux premiers buts en championnat le 25 octobre suivant, face à Maritzburg United. Il est titularisé lors de cette rencontre qui se solde par la victoire de son équipe (0-5 score final). Se montrant très adroit devant le but depuis ses débuts, il est alors vu comme l'une des plus grandes promesses du pays, où certains observateurs lui voit un grand avenir.
Les attentes se concrétisent à l'issue de sa première saison professionnelle puisqu'il est transféré le 28 juillet 2023 au Toronto FC, franchise de Major League Soccer, où il signe un contrat jusqu'en 2026.

### En sélection
Cassius Mailula honore sa première sélection avec l'équipe nationale d'Afrique du Sud le 24 mars 2023, contre le Liberia. Il entre en jeu à la place de Lyle Foster et les deux équipes se neutralisent (2-2 score final).

## Palmarès
Mamelodi Sundowns
- Championnat d'Afrique du Sud :
  - Champion : 2023